# Arts and Humanities Citation Index
Le Arts & Humanities Citation Index (A&HCI) est un index de citations basé sur le contenu exhaustif de plus de 1 100 revues d'importance (voir Facteur d'impact) dans le domaine des arts et des lettres, ainsi que sur des extraits sélectionnés de plus de 6 000 publications dans le domaine scientifique et celui des sciences humaines.
Cet outil a été développé par l'Institute for Scientific Information.

## Le top 10 des auteurs les plus cités
La liste ci-dessous, classée par ordre décroissant de nombre de citations, est basée sur l'exploitation des données concernant les citations de travaux individuels pour la période 1993-2000.
1. Karl Marx
2. Lénine
3. William Shakespeare
4. Aristote
5. La Bible
6. Platon
7. Sigmund Freud
8. Noam Chomsky
9. Georg Wilhelm Friedrich Hegel
10. Cicéron

Noam Chomsky est la seule personne vivante de cette liste.